# Scary Movie
Scary Movie is een Amerikaanse komische horrorfilm uit 2000 en het eerste deel in de filmreeks die vijf delen beslaat. In Scary Movie worden verscheidene horrorfilms uit de jaren negentig geparodieerd, in de vorm van een aaneengesloten plot met verwijzingen naar de personages, plot en stijl van de andere films. Dit betrof voornamelijk I Know What You Did Last Summer en Scream, maar daarnaast ook onder andere The Matrix, Final Destination, The Blair Witch Project, Dante's Peak en The Sixth Sense.
Scary Movie is geregisseerd door Keenen Ivory Wayans, en bracht wereldwijd $ 278.019.771 op. Ondanks een belofte op de filmposter van Scary Movie ("No Sequel", Geen Vervolg) zijn er tot op heden vier vervolgen verschenen: Scary Movie 2 (2001), Scary Movie 3 (2003), Scary Movie 4 (2006) en Scary Movie 5 (2013). Daarnaast zijn er andere films door de stijl van Scary Movie geïnspireerd, waaronder Date Movie (2006), Epic Movie (2007), Superhero Movie (2008) en Disaster Movie (2008).

## Verhaal
Op een halloweenavond rijden Cindy Campbell (Anna Faris) en vijf vrienden per ongeluk een man aan. Ze besluiten om het ongeluk geheim te houden, maar een jaar later wordt het zestal achterna gezeten door een gemaskerde seriemoordenaar, die wrede spelletjes met hen wil spelen. Het begint bij de brute moord op Drew Decker (Carmen Electra) en het duurt niet lang voor de moordenaar achter Cindy en de rest aangaat. Deze zetten alles op alles om te overleven, maar de moordenaar geeft niet makkelijk op; hij heeft namelijk een behoorlijk grote kennis op het gebied van horrorfilms.

## Rolverdeling
| Acteur            | Personage                   |
| ----------------- | --------------------------- |
| Anna Faris        | Cindy Campbell              |
| Jon Abrahams      | Bobby Prinze                |
| Regina Hall       | Brenda Meeks                |
| Marlon Wayans     | Shorty Meeks                |
| Shannon Elizabeth | Buffy Gilmore               |
| Cheri Oteri       | Gail Hailstorm              |
| Lochlyn Munro     | Greg Phillipe               |
| Shawn Wayans      | Ray Wilkins                 |
| Carmen Electra    | Drew Decker                 |
| Dave Sheridan     | Doofy Gilmore / Moordenaar  |
| Rick Ducommun     | Mr. Campbell, Cindy's vader |
| Kurt Fuller       | Sheriff                     |
| David L. Lander   | Rector Squiggy              |
| Andrea Nemeth     | Heather                     |
| Tanja Reichert    | Miss "Congeniality"         |
| Kendall Saunders  | Miss "Thing"                |

## Parodieën
- American Pie
- Titanic
- Amistad
- Dante's Peak
- Final Destination
- I Know What You Did Last Summer
- Scream
- Scream 2
- Scream 3
- The Blair Witch Project
- The Dead Zone
- The Exorcist
- The Matrix
- The Shining
- The Sixth Sense
- The Usual Suspects
- Friday the 13th
- Friday the 13th Part 2
- Friday the 13th Part III
- Halloween
- Carrie
- Grease
- Murder on the Orient Express
- 10
- Two of a Kind
- Girls Just Want to Have Fun
- Cheerleader Camp
- Emmanuelle 5
- Die Hard
- Basic Instinct
- Clueless
- Thinner
- Cruel Intentions
- Xena: Warrior Princess
- Buffy the Vampire Slayer
- Drop Dead Gorgeous
- 8 Mile
- Charlie's Angels